# Franziska Gadová
Julie Franciska Gadová, známá jako Franziska Gadová (nepřechýleně Franciska Gad; 1. června 1873 Horsens – 15. září 1921 Charlottenlund) byla dánská fotografka a režisérka.

## Životopis
Franziska byla dcerou oftalmologa Mortena Smitha Gada (1838–1890) a Julie Gadové (roz. Gadová, 1839–1902). V roce 1893 se přestěhovala z Horsens do Kodaně.
Vystudovala fotografii u Julie Laurbergové a byla známá jako zručná fotografka dětí. Při sčítání v roce 1906 žili Laurbergová a Gadová společně na adrese Gothersgade 152 ve druhém patře. Totéž platilo v roce 1911, kdy byla Gadová uvedena jako příbuzná rodiny Laurbergů, a v roce 1921. Laurbergová nabídla Gadové v roce 1907, aby se stala jejím společníkem. Firma Julie Laurberg & Gad si získala dobrou pověst a v roce 1910 společnost dosáhla statutu královského dvorního fotografa. Od roku 1907, kdy se Gadová stala oficiální partnerkou v jejím podnikání, se studio stalo široce uznávaným a přitahovalo bohaté osobnosti, aby si nechaly pořídit své portréty. Jedním z jejích nejpozoruhodnějších portrétů je portrét operní pěvkyně Margrethy Lendropové, který byl široce publikován jako rytina na pohlednici.
V roce 1915 Laurbergová a Gadová režírovaly dokument Ústava z roku 1915.
Franziska Gadová zemřela 15. září 1921 po krátké nemoci na Vilvordevej 17 v Charlottenlundu. Pohřeb měl na starosti bratr Julie Laurbergové, probošt Niels Schou Laurberg.

## Galerie

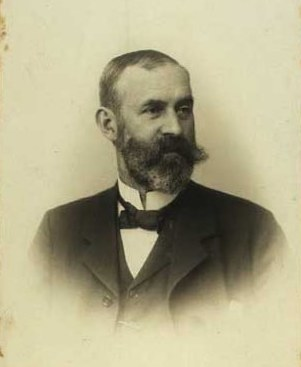
Podnikatel Theodor Wessel, zakladatel Th. Wessel & Vett a Magasin du Nord
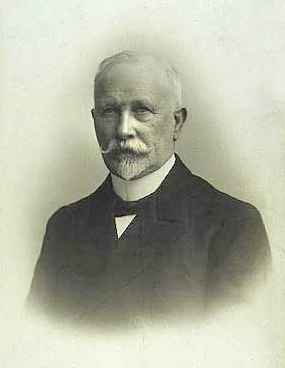
Emil Vett, zakladatel Th. Wessel & Vett a Magasin du Nord
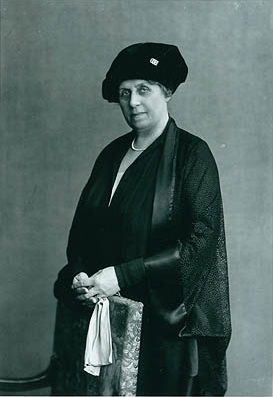
Anna Levinová
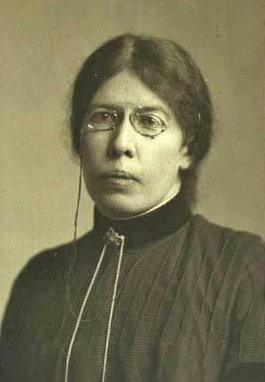
Anna Sophie von der Hude, 1858–1934
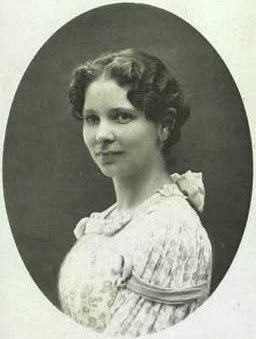
Brita Barnekowová, 1900
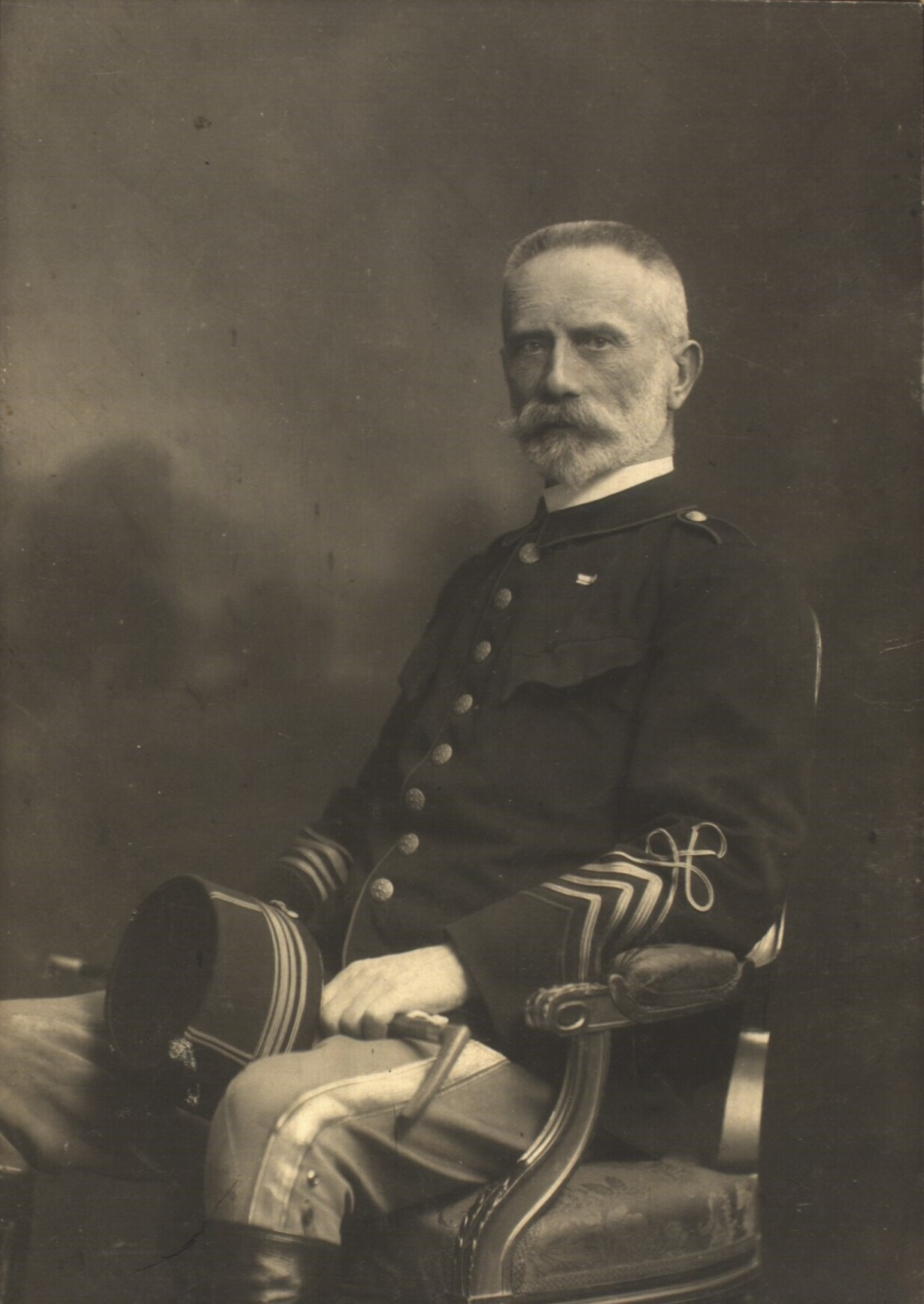
Carl Adolph Schroll
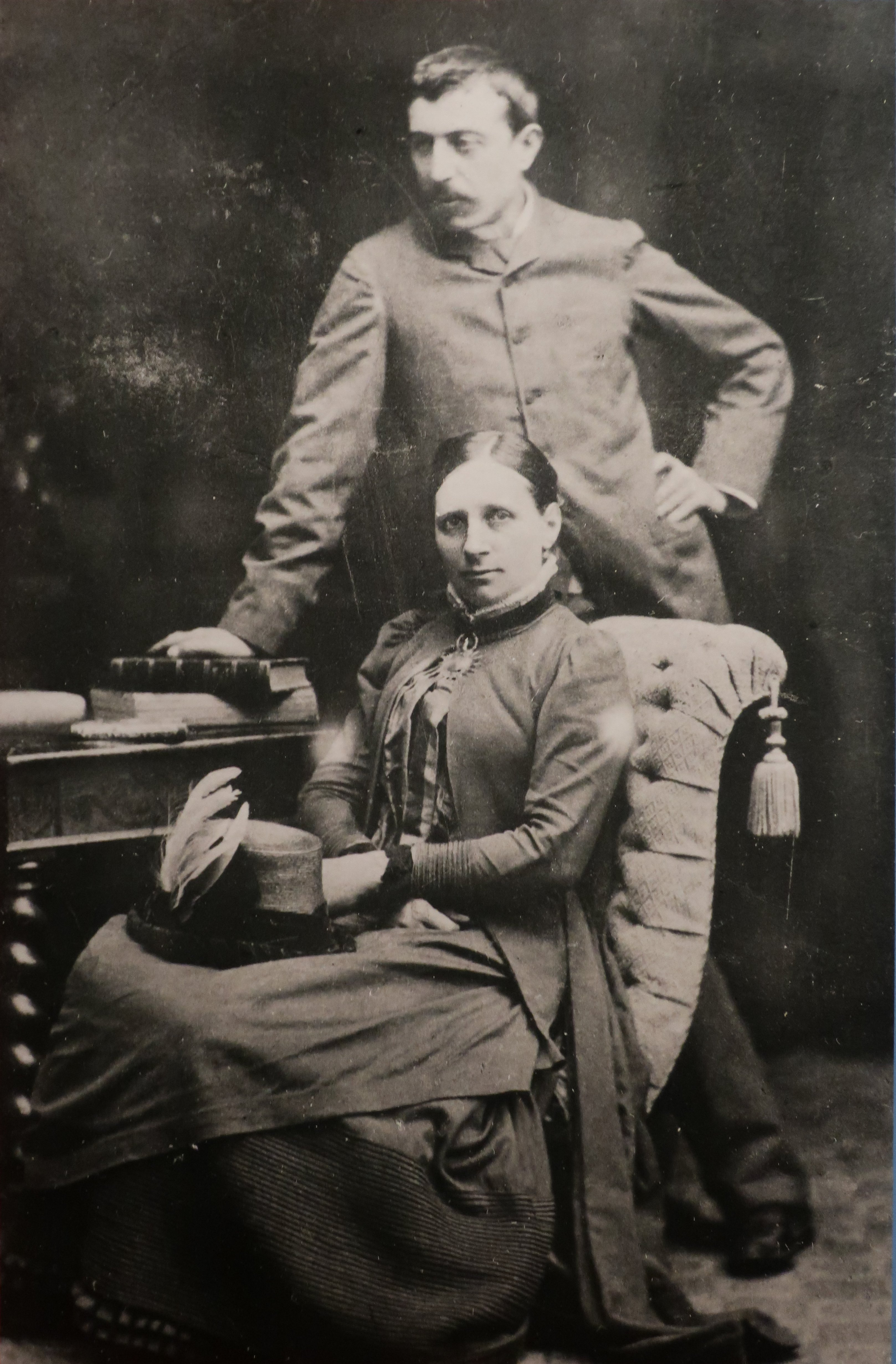
Paul Gauguin a Mette Sophie Gadová, 1885
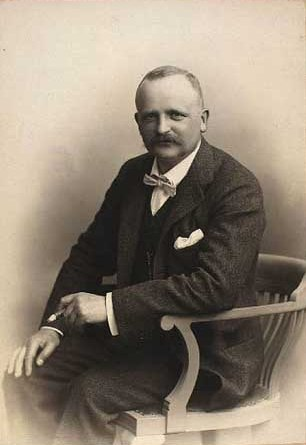
Hack Kampmann
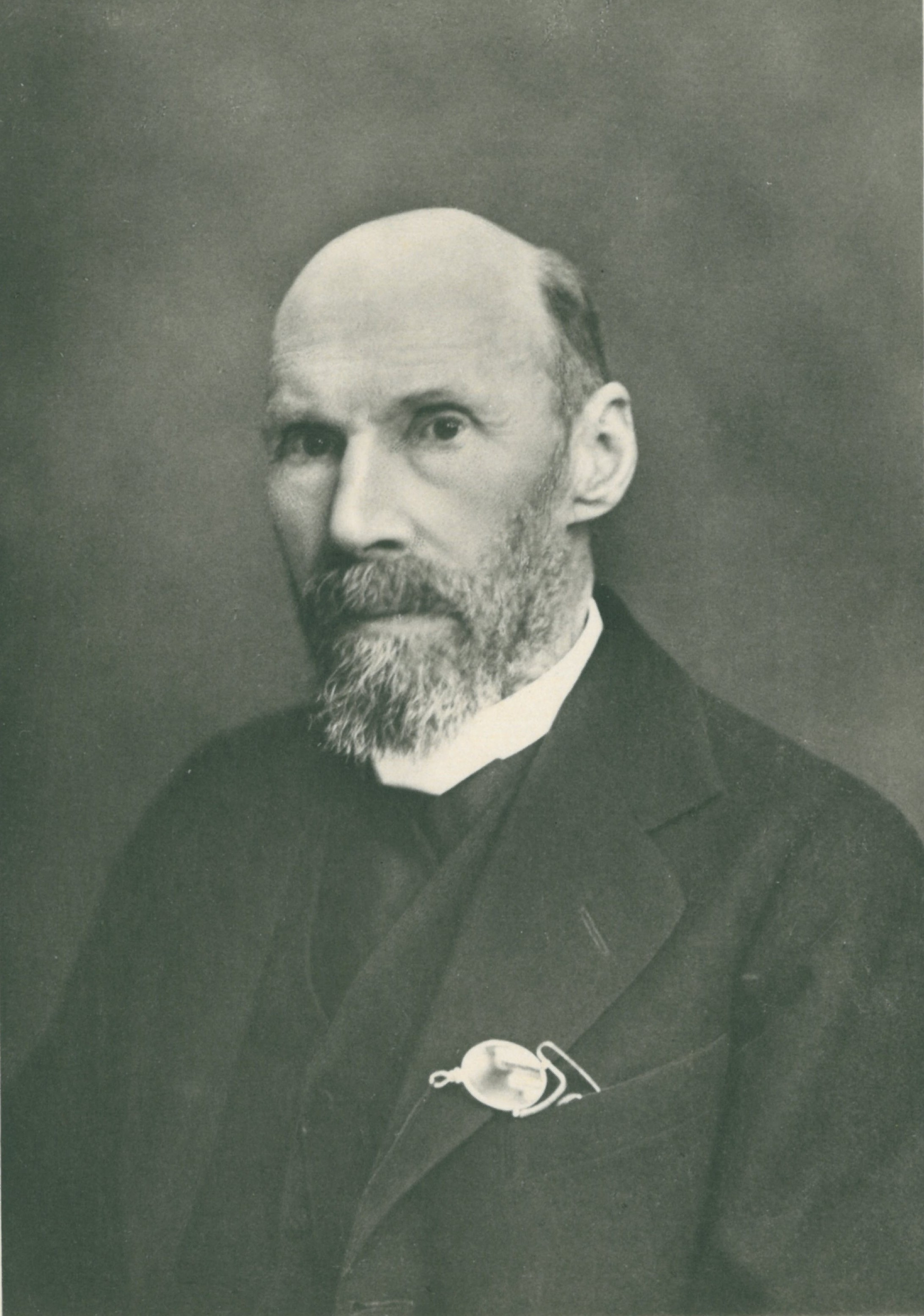
Kristian Kaalund
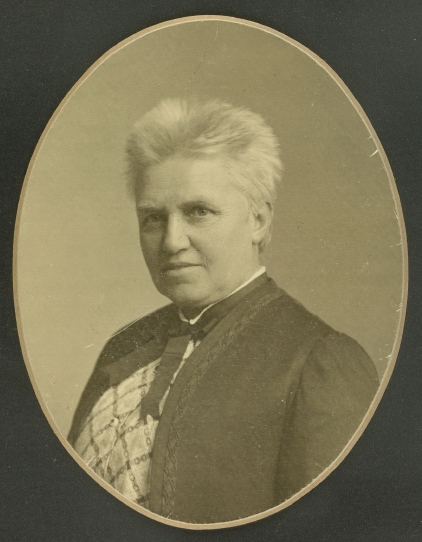
Marie Luplau
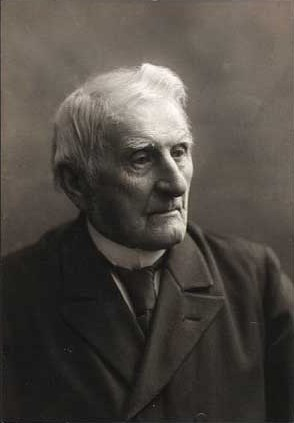
Peder Skau
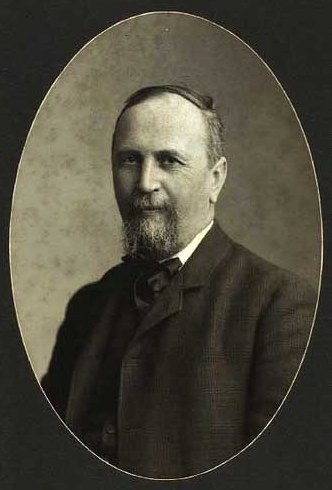
Vilhelm Ahlmann